# Primera batalla de Amgala
La primera batalla de Amgala se libró entre el 27 y el 29 de enero de 1976 en torno al oasis de Amgala, en el Sáhara Occidental. El término "Sáhara Occidental" se usa aquí en el sentido geográfico. En teoría, el Sáhara Occidental estuvo bajo administración española hasta el 27 de febrero de 1976
Las fuerzas marroquíes ocuparon Smara el 27 de noviembre de 1975, y ellos y los mauritanos se hicieron cargo progresivamente del resto de los asentamientos del Sahara Occidental en las semanas siguientes. Las últimas tropas españolas partieron de Villa Cisneros el 12 de enero de 1976.
Después de eso, el control de la región fue (y sigue siendo) controvertido a unos 260 kilómetros al oeste de la frontera con Argelia. Unidades del ejército argelino fueron atacadas por unidades de las Fuerzas Armadas del Reino de Marruecos en la noche del 27 de enero. Los argelinos se retiraron después de luchar durante 36 horas.
El Sahara español fue una de las últimas posesiones coloniales de África. Marruecos había estado luchando contra España por la liberación de este territorio desde 1957 después de la guerra de Ifni, mientras que el Frente Polisario, una organización del pueblo saharaui local, había estado luchando por la independencia desde su fundación en 1973. 10] Las Naciones Unidas habían pedido durante mucho tiempo un plebiscito sobre el futuro estatus de la colonia, pero en noviembre de 1975 España firmó un acuerdo bajo el cual se dividió entre Marruecos y Mauritania sin un referéndum previo. En enero de 1976 Marruecos controlaba la mayoría de las ciudades en su sector asignado.[6] Miles de nómadas saharauis huían hacia el este a Argelia.
Argelia afirmó que sus tropas proporcionaban alimentos y suministros médicos a los refugiados en Amgala, mientras que Marruecos dijo que las tropas argelinas estaban fuertemente armadas y estaban ayudando al Polisario. El ataque marroquí se produjo en la noche del 27 de enero, y el 29 de enero los argelinos se retiraron. El número de muertes en ambos lados es discutido, pero más de 100 argelinos fueron hechos prisioneros. Los dos países parecían estar cerca de la guerra, pero después de una intensa diplomacia y otro posible encuentro en Amgala en febrero de 1976 no hubo más compromisos entre las tropas argelinas y marroquíes.

## Antecedentes

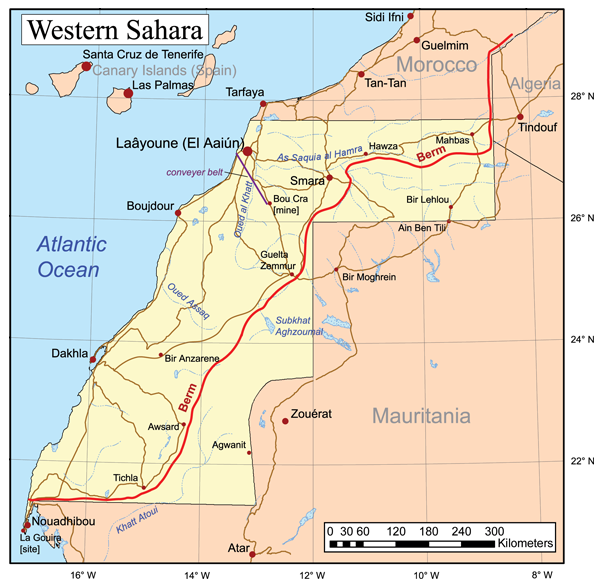
Mapa de carreteras del Sáhara Occidental.

La región escasamente poblada del Sahara Occidental fue anteriormente la posesión colonial española denominada Sáhara español. Estaba habitada principalmente por los  bereberes Zenata y el pueblo saharaui, un pueblo nómada de origen mixto árabe y bereber que practica el  Islam suní. En 1966 la Asamblea General de las Naciones Unidas pidió a España que celebrara un plebiscito sobre la autodeterminación del territorio.[9]. Las Naciones Unidas reafirmaron esta demanda varias veces en los años siguientes, la última vez el 10 de diciembre de 1975. En mayo de 1973 se formó el Frente Polisario para luchar por la independencia. Argelia proporcionó un refugio para el Polisario y para los refugiados saharauis en la zona de Tinduf En los años siguientes, el Polisario obtuvo el control de grandes partes del interior. Los números del Polisario se incrementaron por los desertores de las Tropas nómadas lideradas por los españoles y la policía territorial.
En virtud del  Acuerdo Tripartito de Madrid de 14 de noviembre de 1975, España acordó dividir la región entre Marruecos y Mauritania sin celebrar un referéndum. Los detalles del acuerdo eran secretos, pero parece que incluían concesiones económicas a España. El ejército marroquí entró en Villa Cisneros el 9 de enero de 1976, y el 12 de enero se le unieron las tropas mauritanas. Ese día las últimas tropas de la Legión Española abandonaron el Sahara Occidental. Argelia, que no había sido consultada en los Acuerdos de Madrid, había lanzado una campaña en apoyo de la autodeterminación del Sáhara Occidental. En diciembre de 1975 un gran número de marroquíes fueron expulsados de Argelia, y Argelia comenzó a infiltrar tropas en el Sahara Occidental. A finales de 1975 había 20 000 soldados argelinos en el Sahara español o en la vecina zona de Tinduf. Según la Cruz Roja, unos 40 000 refugiados huían hacia el este para escapar de las fuerzas marroquíes que avanzaban.

## La batalla

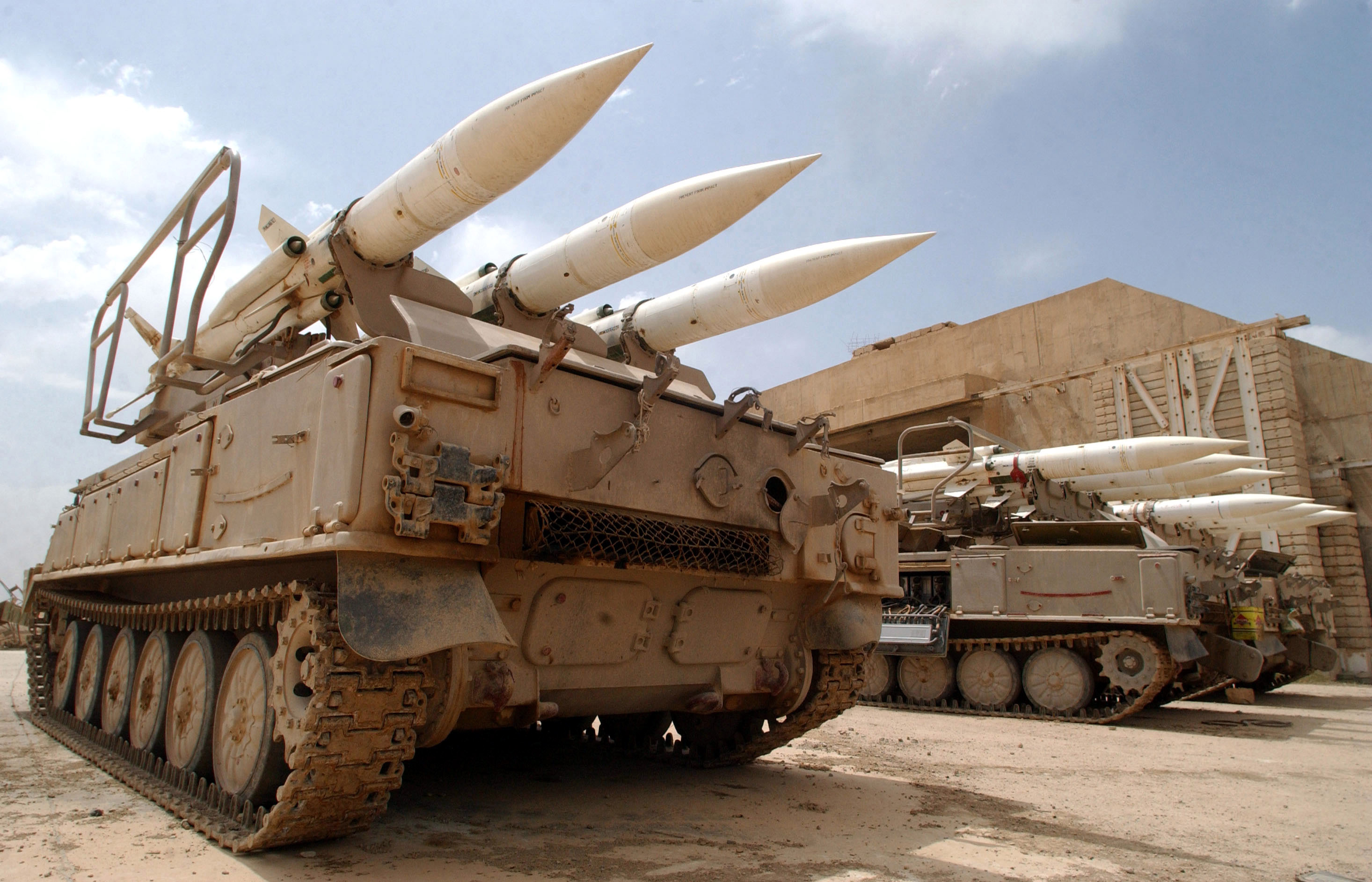
Baterías de misiles Kvadrat 2K12 (SA-6B Gainful) de fabricación soviética en Bagdad. A los periodistas se les mostraron misiles con marcas del ejército argelino en Amgala después de la batalla

En enero de 1976, el pozo de agua de Amgala se estaba utilizando como punto de escala para los refugiados que estaban siendo evacuados a Argelia, con la ayuda de las tropas argelinas. Según los argelinos, sus tropas suministraban a los refugiados alimentos y suministros médicos. Los marroquíes dijeron que los argelinos estaban fuertemente armados con cañones de campo, morteros, cañones antiaéreos y misiles. Algunas fuentes dicen que había combatientes del Polisario en Amgala y que Argelia había suministrado una batería antiaérea SA-6 con operadores argelinos entrenados para que el Polisario pudiera defenderse de los aviones marroquíes que usaban bombas de napalm. Los marroquíes mostraron a los periodistas misiles de fabricación soviética con marcas del ejército argelino en el lugar unos días después de la batalla.
En la noche del 27 de enero, las tropas marroquíes sorprendieron a las tropas argelinas en Amgala. El posterior enfrentamiento duró 36 horas. Según fuentes marroquíes, alrededor de 1200 hombres participaron en la batalla, incluyendo soldados argelinos y milicianos saharauis. Los argelinos se retiraron el 29 de enero.
Un portavoz del Polisario dijo que 440 marroquíes murieron en el combate. Un portavoz marroquí dijo que sólo dos de los atacantes murieron y catorce resultaron heridos, mientras que unos 200 argelinos murieron y 109 fueron capturados. Los marroquíes dijeron que también capturaron a doce saharauis del Frente Polisario. El periódico argelino El Moudjahid afirmó que 400 marroquíes murieron y continuó diciendo que Argelia habría elegido armas más efectivas y una ubicación más estratégica que el Sáhara Occidental si la intención hubiera sido atacar a Marruecos. Funcionarios de la Cruz Roja Internacional confirmaron el número de prisioneros argelinos cuando los visitaron en su lugar de detención cerca de Rabat.

## Consecuencias
El día después del atentado, el 28 de enero, el presidente argelino Houari Boumediene envió mensajes a los jefes de Estado de todo el mundo. A los dirigentes de los países no alineados les dijo que a Argelia solo le preocupaba el derecho a la libre determinación de sus hermanos y vecinos del Sáhara Occidental, que se enfrentaban a lo que equivalía a un genocidio. A los socialistas les habló de la estrategia imperialista marroquí en la región. A los líderes occidentales les habló del derecho a un referéndum libre y justo para determinar el futuro del país. Argelia también presentó su posición a las Naciones Unidas y a su Consejo de Seguridad, y celebró una serie de reuniones con los líderes árabes. Egipto asumió el papel más activo en la diplomacia de seguimiento, pidiendo un alto el fuego inmediato y una reunión entre los jefes de Estado de Marruecos, Argelia y Egipto para resolver la cuestión, pero esto no fue aceptado. Argelia comenzó a proporcionar armas y entrenamiento a las fuerzas del Polisario.
El 3 de febrero de 1976 Marruecos declaró que estaba dispuesto a someter su controversia con Argelia al arbitraje de la Liga Árabe, la Organización de la Unidad Árabe o las Naciones Unidas. El Secretario General de las Naciones Unidas nombró mediador a Olof Rydbeck, embajador de Suecia ante las Naciones Unidas. El nombramiento de Rydbeck fue acogido con satisfacción por Argelia, pero fue tratado con reserva por Marruecos. Visitó el Sáhara Occidental entre el 7 y el 11 de febrero, visitando El Aaiún, Villa Cisneros y Esmara. Aunque habló con algunos habitantes locales, no pudo reunirse con representantes del Polisario.
Mientras esta diplomacia continuaba, Marruecos y Mauritania completaban su ocupación del territorio. El 12 de febrero de 1976 el ejército marroquí ocupó Al Mahbes, una comunidad situada a 50 kilómetros de la frontera argelina que comandaba la ruta hacia Tinduf. El Polisario no podía esperar derrotar al ejército marroquí en una batalla abierta, por lo que adoptó una política guerrillera de incursiones y retiradas para crear una zona de inseguridad. En febrero de 1976 se reanudaron los combates en Amgala. En un enfrentamiento en la noche del 14 al 15 de febrero, una fuerza atacó la guarnición que Marruecos había dejado en Amgala, causando varias docenas de muertes.   La guarnición marroquí fue casi aniquilada. Hassan II de Marruecos acusó inmediatamente a Argelia de participar en el ataque, diciendo que los argelinos habían utilizado armas pesadas "en cantidades concebidas para la aniquilación". Argelia negó que hubieran participado y dijo que solo las fuerzas del Polisario habían estado involucradas.
Estos dos enfrentamientos en Amgala son los dos únicos casos en que las tropas argelinas y marroquíes entraron en conflicto durante la guerra del Sáhara Occidental. Hubo muchas historias de la posterior participación argelina, pero no hubo pruebas, ya que no se tomaron prisioneros argelinos después de Amgala. En Addis Abeba, a finales de ese mes, Argelia trabajó para el reconocimiento del Frente Polisario por la «Organización de la Unidad Africana». España se retiró oficialmente del territorio el 27 de febrero de 1976, y ese día el Polisario proclamó formalmente la República Árabe Saharaui Democrática (RASD). Argelia reconoció a la RASD el 6 de marzo de 1976. Al día siguiente Marruecos rompió las relaciones diplomáticas con Argelia. Más tarde, en la primavera de 1976, el Polisario recuperó Amgala. Marruecos tomó la posición una vez más en mayo de 1977.
Diez años más tarde, con el deshielo de las relaciones entre Argelia y Marruecos, el 25 de mayo de 1987 ciento cincuenta prisioneros de guerra marroquíes fueron intercambiados por 102 soldados argelinos capturados durante la batalla de Amgala en 1976. En la segunda batalla de Amgala se produjeron nuevos y graves combates en el oasis, cuando los combatientes del Polisario atacaron y derrotaron temporalmente a un número relativamente pequeño de tropas marroquíes antes de retirarse, solo para perder de nuevo el territorio a manos de los marroquíes.